# Våler Station
Våler Station (Våler stasjon) er en tidligere jernbanestation på Solørbanen, der ligger i Våler kommune i Norge.
Stationen åbnede 4. december 1910, da banen blev forlænget fra Flisa til Elverum. Oprindeligt hed den Vaaler, men stavemåden blev ændret til Våler i april 1921. Stationen blev gjort ubemandet 23. maj 1982. Persontrafikken på banen blev indstillet 29. august 1994.
Stationens bygninger blev tegnet af Harald Kaas. De står stadig, og stationsbygningen har i perioder været udlejet.